# Útěchovičky
Útěchovičky é uma comuna checa localizada na região de Vysočina, distrito de Pelhřimov.
O município cobre uma área de 4,05 quilômetros quadrados (1,56 sq mi) e tem uma população de 72 (em 2 de outubro de 2006).
Útěchovičky fica a aproximadamente 10 quilômetros (6 milhas) a oeste de Pelhřimov, 37 km (23 milhas) a oeste de Jihlava e 86 km (53 milhas) a sudeste de Praga.